# ミジョナリオスFC
アスル・イ・ブランコ・ミジョナリオス・フトボル・クルブ（スペイン語: Azul y Blanco Millonarios Fútbol Club S. A.）は、コロンビアの首都ボゴタを本拠地とするサッカークラブである。2025シーズンはカテゴリア・プリメーラAに所属。
1946年にクラブ創設。1948年のプロリーグ発足以来、1部リーグから降格したことがない3クラブのうちの1つ。アトレティコ・ナシオナルに次いで、2024年終了時点で国内リーグ優勝16回を誇る強豪である。
コロンビア国内では、アトレティコ・ナシオナルやアメリカ・デ・カリと並ぶビッグクラブである。
ホームスタジアムのエスタディオ・エル・カンピンはインデペンディエンテ・サンタフェと共用している。

## 歴史
1937年にボゴタの学生達によって結成された。その後、1946年6月18日に正式にクラブ創設。1950年代初頭にアルフレッド・ディ・ステファノらのスター選手をアルゼンチンのリーベル・プレートから獲得し、破壊的な攻撃力で席巻した事から、当時世界最強のクラブの1つと言われた。
1948年に創設された国内プロサッカーリーグに初年度から参加。以来、一度も1部リーグから降格したことがない。
コパ・リベルタドーレスには1960年の第1回大会にコロンビア代表として出場を果たし、ベスト4に進出した。同大会には2018年までに17回出場しており、最高位は1960年、1973年、1974年の準決勝である。

## クラブ名称
ミジョナリオス（millonarios）の意味は大富豪である。このように呼ばれるようになったのは1939年である。本来の名称はデポルティーボ・インデペンディエンテ（Deportivo Independiente）であった。この頃、デポルティーボ・インデペンディエンテは有力な後援者を得たことで財政面が一気に充実した。スタジアムの座席が寄付により備え付けられ、選手の給料も上がり、国内の選手も外国人選手並みの年俸を獲得できるようになった。このような状況を見て、日刊エル・ティエンポ紙の記者のルイス・モントージャが激しい批判を開始し、チームが庶民の気持ちから離れ成金のチームになったと憤慨した。ルイス・モントージャの「アルゼンチン選手はとても強欲だ。給料を更に上げろと要求している。これでは大金持ちのクラブだ。ミジョナリオスは庶民のクラブだったのに今では大金持ちのクラブになった」という表現から、クラブはミジョナリオス（大富豪）という仇名で呼ばれるようになった。そして次第にこれが正式なクラブ名となっていった。

## ユニフォーム
ミジョナリオスの現在のユニフォームが導入されたのは1939年である。これはアルゼンチンのCAティグレを模したものである。メンバーがアルゼンチンのフットボール誌「エル・グラフィコ」のある号の表紙にティグレの選手が載っていたのを見て、それに影響を受けて決定した。しかしパンツの色はCAティグレは青色であるが、ミジョナリオスは白色を採用した。

## ライバル

### インデペンディエンテ・サンタフェ
同じボゴタを本拠地とするインデペンディエンテ・サンタフェとの対戦は、クラシコ・カピタリーノ（Clásico Capitalino、首都ダービー）またはクラシコ・ボゴターノ（Clásico Bogotano、ボゴタダービー）と呼ばれる。最初の対戦は1942年のリーガ・クンディナマルカで、ミジョナリオスが4-1で勝利した。プロリーグでの最初の対戦は1948年9月19日で、サンタフェが5-3で勝利した。

### デポルティーボ・カリ
1960年代から1970年代にかけて、両クラブは国内リーグにおいて熾烈な優勝争いを繰り広げていたことから、ミジョナリオスとデポルティーボ・カリの対戦はスーペルクラシコ（Superclásico）と呼ばれていた。その後、他クラブの台頭などもあり勢力図は変わっていった。現在では、両クラブの対戦はクラシコ・アニェホ（Clásico Añejo、年季の入ったダービー）と呼ばれており、ローカルダービー以外ではコロンビアにおいて最も古いライバル関係と見なされている。

### アメリカ・デ・カリ
1980年代は、アメリカ・デ・カリがリーグ5連覇を達成するなど黄金期を迎えた。これにより、次第にミジョナリオスとアメリカ・デ・カリの対戦がスーペルクラシコ（Superclásico）と呼ばれるようになっていった。

### アトレティコ・ナシオナル
2000年以降は、アトレティコ・ナシオナルが最も安定した成績を残しており、2015年には、カテゴリア・プリメーラAの優勝回数で1949年以来1位を守ってきたミジョナリオスを逆転した。アメリカ・デ・カリが2012年から2016年にかけての5年間（10シーズン）カテゴリア・プリメーラB（2部）に降格していたこともあり、現在はミジョナリオスとアトレティコ・ナシオナルの対戦がコロンビアにおけるスーペルクラシコ（Superclásico）と見なされている。また、現時点（2019年終了時点）で、両クラブはカテゴリア・プリメーラA優勝回数の1位・2位であることから、クラシコ・デル・エフェペセ（Clásico del FPC、FPCダービー）とも呼ばれている。

## タイトル

### 国内タイトル
- カテゴリア・プリメーラA：16回
  - 1949, 1951, 1952, 1953, 1959, 1961, 1962, 1963, 1964, 1972, 1978, 1987, 1988, 2012-II, 2017-II, 2023-I

- コパ・コロンビア：3回
  - 1952-53, 2011, 2022

- スーペルリーガ・コロンビアーナ：2回
  - 2018, 2024

### 国際タイトル
- コパ・メルコノルテ：1回
  - 2001
- コパ・シモン・ボリバル：1回
  - 1972
- スモールクラブワールドカップ：1回
  - 1953冬

## 歴代監督
- エクトル・スカローネ 1947-1948
- ガブリエル・オチョア・ウリベ 1957-1960, 1961-1964, 1970-1975, 1977
- ホルヘ・ソラリ 1977-1978
- ジョゼ・テイシェイラ 1980-1981
- ルイス・アウグスト・ガルシア 1987-1990, 2009-2010
- ドラガン ミラノヴィッチ (2004-2005)
- フェルナンド・カストロ (2005)
- フアン・カルロス・オソリオ (2006-2007)
- マルティン・ラサルテ (2007)
- リチャルド・パエス (2010-2012)
- エルナン・トーレス (2012-2013)
- フアン・マヌエル・リージョ (2013-2014)
- リカルド・ルナーリ (2014-2015)
- ルベン・イスラエル (2015-2016)
- ディエゴ・コッカ (2016)
- ミゲル・アンヘル・ルッソ (2017-2018)
- ホルヘ・ルイス・ピント (2018-2019)
- アルベルト・ガメロ (2019-2024)
- ダビド・ゴンサレス (2025-)

## 歴代所属選手
- カルロス・バルデラマ 1986-1992, 1994-1997
- アルノルド・イグアラン 1987-1989, 1990-1994
- オスカル・コルドバ 1991-1992
- アルレイ・ディナス 2002
- アルフレッド・ディ・ステファノ 1949-1953
- アドルフォ・ペデルネラ 1949-1954
- ネストル・ラウル・ロッシ
- フリオ・コッツィ
- フリオ・ファン・フネス
- セルヒオ・ゴイコチェア 1988-1990
- ミゲル・アンヘル・ルッソ